# (8872) Ebenum
(8872) Ebenum (1992 GA4) – planetoida z grupy pasa głównego asteroid okrążająca Słońce w ciągu 5,77 lat w średniej odległości 3,22 au. Odkryta 4 kwietnia 1992 roku.